# Conseil exécutif de l'État libre d'Irlande
Le Conseil exécutif (anglais : Executive Council, irlandais : Ard-Chomhairle) est le cabinet et, de facto, l'exécutif du gouvernement de l'État libre d'Irlande entre 1922 et 1937. Le pouvoir exécutif est officiellement dévolu au Gouverneur général au nom du roi. Dans la pratique, toutefois, c’est le Conseil qui gouverne, puisque le Gouverneur général est (à quelques exceptions près) obligé de donner suite à ses conseils. Le Conseil exécutif comprend un premier ministre appelé le président du Conseil exécutif et un vice-premier ministre appelé le vice-président. Un membre du Conseil exécutif est appelé ministre exécutif (anglais : executive minister) à la différence d'un ministre externe qui est responsable d'un département sans siéger au Conseil exécutif.
Le Président du Conseil exécutif est nommé par le Gouverneur général après proposition du Dáil Éireann, la chambre basse du parlement, les autres ministres exécutifs sont nommés par le Président. Le Conseil exécutif peut également être révoqué par un vote de censure au Dáil.
Pour des raisons formelles et diplomatiques, la dénomination « His Majesty's Government in the Irish Free State » (Gouvernement de Sa Majesté dans l'État libre d'Irlande) était parfois utilisée.

## Liste des Conseils exécutifs
| Dáil | Élections                   | Conseil              | Président           | Vice-Président  | Parti | Parti                  |
| ---- | --------------------------- | -------------------- | ------------------- | --------------- | ----- | ---------------------- |
| 3e   | Élections de 1922           | 1er Conseil exécutif | William T. Cosgrave | Kevin O'Higgins |       | Sinn Féin (Pro-traité) |
| 4e   | Élections de 1923           | 2e Conseil exécutif  | William T. Cosgrave | Kevin O'Higgins |       | Cumann na nGaedheal    |
| 5e   | Élections de juin 1927      | 3e Conseil exécutif  | William T. Cosgrave | Kevin O'Higgins |       | Cumann na nGaedheal    |
| 6e   | Élections de septembre 1927 | 4e Conseil exécutif  | William T. Cosgrave | Ernest Blythe   |       | Cumann na nGaedheal    |
|      | 1930                        | 5e Conseil exécutif  | William T. Cosgrave | Ernest Blythe   |       | Cumann na nGaedheal    |
| 7e   | Élections de 1932           | 6e Conseil exécutif  | Éamon de Valera     | Seán T. O'Kelly |       | Fianna Fáil            |
| 8e   | Élections de 1933           | 7e Conseil exécutif  | Éamon de Valera     | Seán T. O'Kelly |       | Fianna Fáil            |
| 9e   | Élections de 1937           | 8e Conseil exécutif  | Éamon de Valera     | Seán T. O'Kelly |       | Fianna Fáil            |

### Sources
- (en) Cet article est partiellement ou en totalité issu de l’article de Wikipédia en anglais intitulé « Executive Council of the Irish Free State » (voir la liste des auteurs).